# Спортивные объекты летних Олимпийских и Паралимпийских игр 2020
Игры XXXII Олимпиады прошли в Токио, Япония с 23 июля по 8 августа 2021, а XVI Паралимпийские летние игры c 24 августа по 5 сентября. Летние Олимпийские игры 2020 должны были состоятся в 2020 году, но из-за пандемии COVID-19 состоялись на год позже. Так же было принято решение, что соревнования пройдут без зрителей.
К открытию соревнований, вместо Олимпийского стадиона, на котором проходили соревнования Олимпиады 1964 года, был построен Японский национальный стадион на котором прошли церемонии открытия и закрытия игр, а также соревнования по лёгкой атлетике. 